# Gabriel Trifu
Gabriel Trifu, né le 14 avril 1975 à Bucarest, est un ancien joueur de tennis professionnel roumain.

## Carrière
En simple, il a remporté le Challenger d'Amarillo en 1999, tandis qu'en double, il a remporté 14 Challenger, un Future et l'Open de Roumanie en 1998 avec Andrei Pavel.
Sur le circuit ATP, sa meilleure performance est un quart de finale à Orlando en 1999.
Il a été membre de l'équipe de Roumanie de Coupe Davis entre 1997 et 2005. Il jouait surtout le match de double aux côtés d'Andrei Pavel lors des matchs de barrages où dans le groupe mondial comme en 2001 face à l'Allemagne ou encore en 2003 face à la France. Son bilan en double est de 7 victoires pour 8 défaites tandis qu'en simple, il est de 2 défaites.

## Palmarès

### Titre en double (1)
| No | Date       | Nom et lieu du tournoi | Catégorie   | Dotation  | Surface      | Partenaire   | Finalistes                 | Score    |  |
| -- | ---------- | ---------------------- | ----------- | --------- | ------------ | ------------ | -------------------------- | -------- |  |
| 1  | 14-09-1998 | Romanian Open Bucarest | Int' Series | 475 000 $ | Terre (ext.) | Andrei Pavel | George Cosac Dinu Pescariu | 7-6, 7-6 |  |

## Parcours dans les tournois duGrand Chelem

### En simple
N'a jamais participé à un tableau final.

### En double
| Année | Open d'Australie | Open d'Australie | Internationaux de France   | Internationaux de France | Wimbledon                 | Wimbledon           | US Open                    | US Open           |
| ----- | ---------------- | ---------------- | -------------------------- | ------------------------ | ------------------------- | ------------------- | -------------------------- | ----------------- |
| 1999  | —                | —                | —                          | —                        | 2e tour (1/16) B. Kokavec | M. Bhupathi L. Paes | —                          | —                 |
| 2002  | —                | —                | 1er tour (1/32) C. Haggard | D. Prinosil D. Rikl      | 2e tour (1/16) C. Haggard | D. Prinosil D. Rikl | —                          | —                 |
| 2009  | —                | —                | —                          | —                        | —                         | —                   | 1er tour (1/32) V. Hănescu | L. Dlouhý L. Paes |
| 2010  | —                | —                | 1er tour (1/32) V. Hănescu | A. Dolgopolov D. Istomin | —                         | —                   | —                          | —                 |

N.B. : le nom du ou de la partenaire se trouve sous le résultat ; le nom des ultimes adversaires se trouve à droite.